# Mark Stone
Mark Stone (Pasadena, California,.. - ..., 26 de septiembre de 2020) fue un músico estadounidense, reconocido por haber sido miembro de la banda de rock Van Halen en la época en que la agrupación se llamaba Mammoth, entre 1972 y 1974.

## Biografía
Stone se unió a la agrupación Mammoth en 1972, la cual estaba conformada por el guitarrista y vocalista Eddie Van Halen y el baterista Alex Van Halen. A comienzos de 1974 el vocalista David Lee Roth se unió a la banda, la cual cambiaría su nombre a Van Halen poco tiempo después. A mediados de ese mismo año Stone abandonó la agrupación dándole paso a Michael Anthony como nuevo bajista. Su trabajo en la banda puede ser escuchado en los demos "Gentleman of Leisure", "Glitter", "Believe Me" y "Angel Eyes".
En el DVD Van Halen Story- The Early Years, lanzado en 2003 por E1 Entertainment, el músico afirmó que abandonó el grupo porque se interponía en sus estudios: «Era un estudiante sobresaliente y estaba en la banda, estaba dividido entre esas dos cosas y básicamente no podía seguir el ritmo. Entonces nos encontramos un día y me pidieron que me fuera. Durante mucho tiempo fue muy duro, pues sabía que estaban destinados a la grandeza. Me dijeron que no me fuera antes de que ocurriera el milagro, y fue lo que hice». Tiempo después realizó algunas presentaciones con la banda tributo Fan Halen.

### Fallecimiento
Tras vivir algunos años en Pasadena y en Sierra Madre, California, el músico falleció el 26 de septiembre de 2020 al no superar un cáncer de páncreas. La noticia de su muerte fue anunciada por su hermano Brad a través de su cuenta de Instagram.